# 두 석양
두 석양은 한국방송공사 1TV 특집드라마이다.

## 제작진
- 극본 : 이은성
- 연출 : 심현우

## 출연진
- 강태기
- 김영철
- 박용수
- 안병경
- 정동환
- 추석양